# Ministeriële onderscheiding
Een ministeriële onderscheiding is een onderscheiding die onder auspiciën van een ministerie werd ingesteld en door dat ministerie wordt verleend. Dergelijke onderscheidingen bestaan naast de officiële onderscheidingen en ridderorden van sommige staten.
Frankrijk heeft, vooral tijdens de Derde Republiek en Vierde Republiek veel van dergelijke onderscheidingen, waaronder Ministeriële ridderorden, gekend.
Voorbeelden vindt met ook de Russische Federatie, zoals
- De Medaille voor Uitstekende Dienst van de spionagedienst.